# Аурикулярия (личинка)
Аурикулярия (лат. auricularia) — личинка голотурий. Примерно за трое суток формируется из диплеврулы. Имеет сквозной кишечник, состоящий из пищевода, желудка и задней кишки, и седлообразную выемку на брюшной стороне тела. 
Мерцательный шнур проходит  спереди от рта (тоже окруженного мерцательной каемкой), поднимается на боковых сторонах головного выступа вверх, затем поворачивает вниз, идет по бокам тела личинки, где образуются небольшие боковые выступы, дойдя до заднего конца, поворачивает вверх и огибает задний выступ спереди от лежащего на нем ануса. Некоторые ученые считают аурикулярию наиболее примитивной формой среди личинок иглокожих.